# Gemeinde Lovrenc na Pohorju

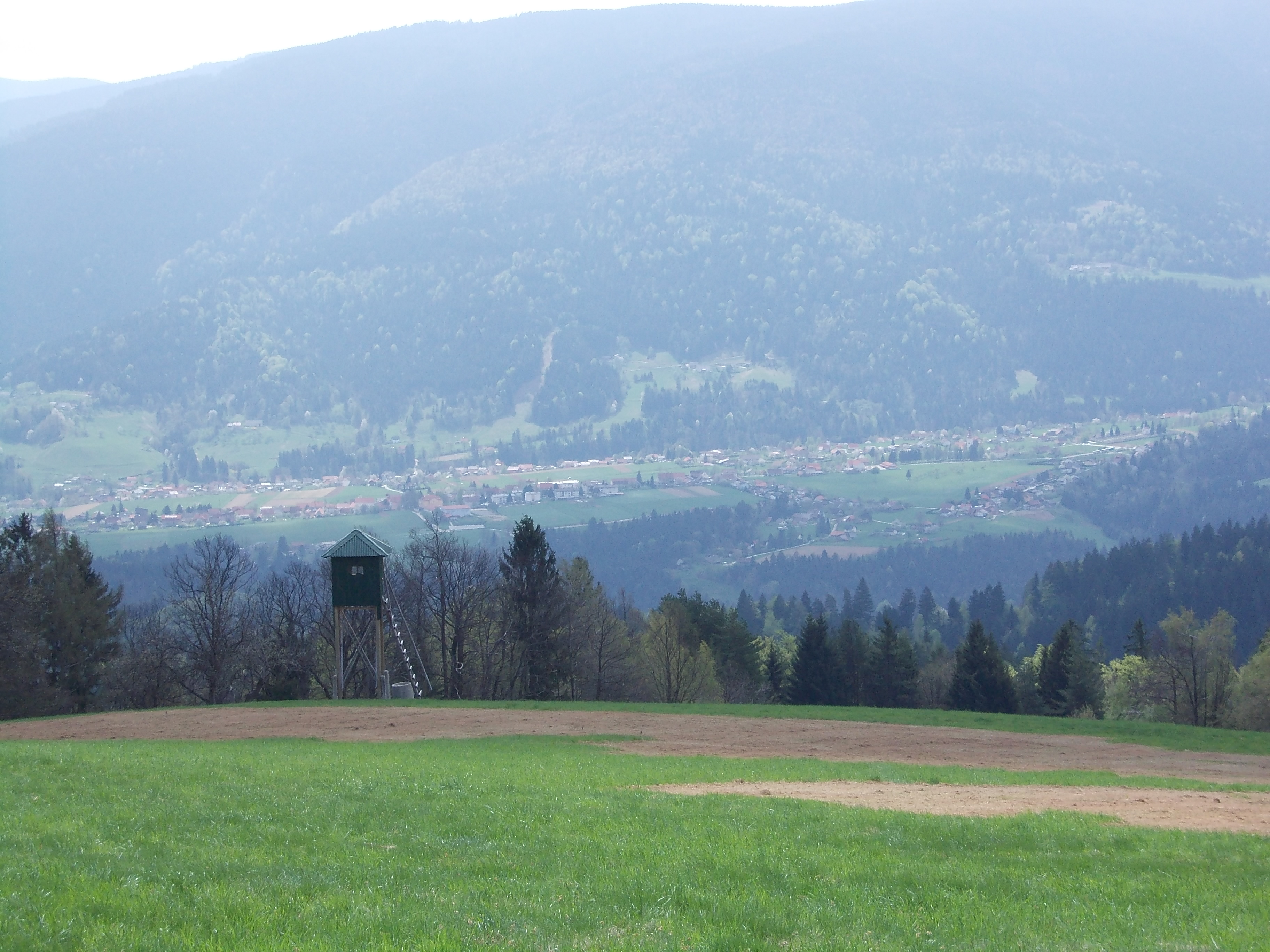
Blick auf Lovrenc na Pohorju

Lovrenc na Pohorju (deutsch: Sankt Lorenzen am Bachern) ist der Name einer Gemeinde und der namensgebenden Ortschaft in Slowenien in der historischen Landschaft Spodnja Štajerska (Untersteiermark) und in der statistischen Region Podravska.

## Lage
Die Gemeinde liegt zur Gänze im hügeligen Pohorje, nach Norden hin erreicht das Gebiet die Drau. Der gleichnamige Hauptort liegt auf einem etwa 3 km² großen Hochplateau auf 400 bis 480 m ü. A, welches durch die beiden Bäche „Slepnica“ (Slebnitzbach) und „Radoljna“ (Radlbach) begrenzt wird.

## Gemeindegliederung
Die Gemeinde umfasst 7 Ortschaften. Die historischen deutschen Ortsnamen in Klammern werden heute nicht mehr verwendet.
- Činžat (Zinsath)
- Kumen, (Kummen, auch Hirschenhuben)
- Lovrenc na Pohorju (Sankt Lorenzen am Bachern)
- Puščava, (Sankt Maria in der Wüste)
- Rdeči Breg1 (Rottenberg)
- Recenjak (Krätzenbach)
- Ruta (Greuth)

1 Rdeči Breg gehört nur teilweise zur Gemeinde Lovrenc na Pohorju, ein weiterer Teil gehört zur Gemeinde Podvelka.

## Sehenswürdigkeiten
- Ausflugsziele rund um Lovrenc na Pohorju[4]
- Pfarrkirche Maria Puščava (deutsch: Maria in der Wüste) in Puščava

## Nachbargemeinden
| Podvelka           |                                             | Selnica ob Dravi |
| Ribnica na Pohorju | Kompassrose, die auf Nachbargemeinden zeigt | Ruše             |
| Mislinja, Zreče    | Slovenska Bistrica                          |                  |